# 閃光 (Alice Nineの曲)
『閃光』（せんこう）は、Alice Nineの通算15枚目のシングル。2010年8月25日に徳間ジャパンコミュニケーションズから発売された。

## 解説
- 当初は8月4日発売と発表されていた。
- 前シングルからおよそ1年ぶりの新作。キングレコードから移籍後初のリリース。発売前日に"アリス九號."として正式に活動を開始して6周年を迎えたため、7年目初日の発売ということになる。
- 初回限定盤がType-A、Type-Bの2タイプで発売されることはあったが、通常盤が2タイプあるのは本作が初である。
- 初回限定盤には表題曲「閃光」のPVとメイキング映像、通常盤AにはEXTRA映像が収録。
- 通常盤Bにはシングル「RAINBOWS」、配信楽曲「ブループラネット」のライヴ音源が収録された。シングルにライヴ音源が収録されるのも本作が初めてである。
- 表題曲は京楽産業.『パチンコ戦国無双』タイアップ。

## 批評
『CDジャーナル』は「身体を揺さぶる躍動的な演奏。疾走感を持ったメロディと感情を掻きたてる歌声。サビに向かって煽情的な曲展開を描きながら、間奏後、哀愁味を帯びた物語も加えていく。一曲の中に、興奮と哀愁の物語を描写した『閃光』。ドライヴ感あふれたハード・エッジな『Le Grand Bleu』も感情を掻きたてる。」と批評した。

## 収録曲

### 初回限定盤
1. 閃光 [4:18]
2. Le Grand Bleu [4:00]

### 通常盤A
1. 閃光
2. Le Grand Bleu
3. Solar Eclipse [4:18]
4. 涙の在る場所 [4:45]

### 通常盤B
1. 閃光
2. Le Grand Bleu
3. RAINBOWS (Live at Zepp Tokyo) [5:29]
4. ブループラネット (Live at Zepp Tokyo) [4:51]